# Du Bo
Du Bo (杜伯) fue el duque de Tangdu (唐杜公) durante el reinado de Zhou Xuan Wang (827 - 781 a. C.). Después de su ejecución, se hizo conocido como un caso de espíritu vengador.

## Historia
Tras un rumor de que una mujer pondría en peligro la ciudad de Jiangshan, el rey Xuan de Zhou (827–783 a. C.) ordenó una ejecución masiva de mujeres. Después de que Du Bo amonestó al rey por su decisión, el rey Xuan ejecutó a Du Bo, a pesar de haber sido advertido de que el fantasma de Du Bo lo perseguiría. Tres años después, el rey Xuan enfermó y murió después de soñar que Du Bo le disparó con una flecha.

El filósofo chino, Mo Zi (470-391 a. C.), ayudó a cimentar la leyenda al comentar:
«Si desde la antigüedad hasta el presente, y desde el principio del hombre, existen hombres que han visto cuerpos de fantasmas y espíritus y escuchado sus voces, ¿cómo podemos decir que no existen? Si nadie los ha escuchado y ninguno los ha visto, entonces, ¿cómo podemos decir que sí? Pero los que niegan la existencia de los espíritus dicen: "Muchos en el mundo han oído y visto algo de fantasmas y espíritus. Dado que varían en testimonio, ¿quiénes deben ser aceptados como si realmente los hubieran escuchado y visto?" Mo Zi dijo: Como debemos confiar en lo que muchos han visto y escuchado en forma conjunta, el caso de Tu Po debe ser aceptado».

## Trasfondo
Según la leyenda, los Tangdu eran descendientes de las personas que vivían en el Estado de Tang, un Ducado situado al oeste de la provincia del Estado de Yi Lin Shaanxi. Este ducado fue aniquilado por Zhou Gong Dan (Duque de Zhou), pero su sobrino Zhou Cheng Wang permitió que Tang formara un nuevo Estado de Du, y se hizo conocido como Tangdu o Du Shi (杜氏).
El hijo de Du Bo, Shi Hui (士会), también Fan Hui (范会), fue el famoso duque de Fan.